# Änne Saefkow

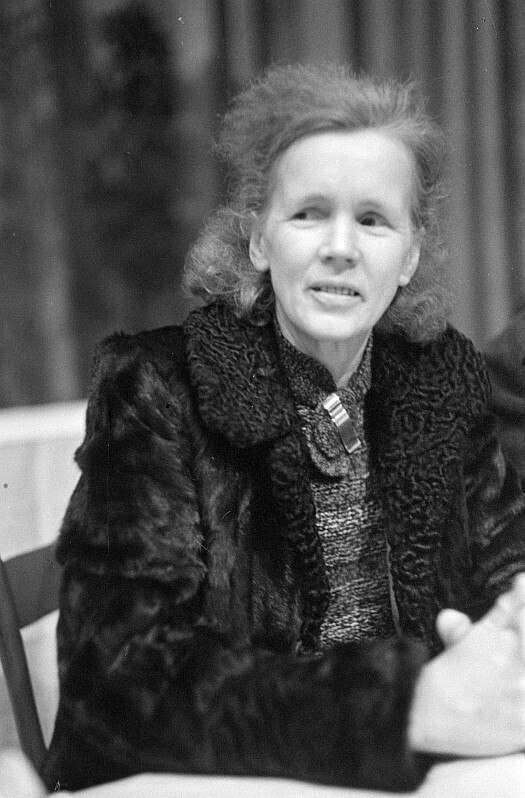
Änne Saefkow 1947 auf dem Gründungskongress des DFD

Änne Saefkow, geborene Anna Clementine Thiebes (* 12. Oktober 1902 in Düsseldorf; † 4. August 1962 in Berlin) war eine deutsche kommunistische Widerstandskämpferin gegen den Nationalsozialismus, Häftling im KZ Ravensbrück, Bezirksbürgermeisterin von Berlin-Prenzlauer Berg, Volkskammerabgeordnete und VVN-Aktivistin.

## Leben
Änne Thiebes, Tochter eines Tischlers und einer Näherin, besuchte die Volksschule und Handelsschule in Düsseldorf und erlernte den Beruf der Stenotypistin. Sie arbeitete dann als Bürobotin, Stenotypistin, Sekretärin und technische Korrespondentin. Im Jahr 1919 wurde sie Mitglied der Freien Sozialistischen Jugend und 1920 des Kommunistischen Jugendverbandes Deutschlands (KJVD), wo sie Leitungsfunktionen im Orts-, Unterbezirks- und Bezirksverband in Düsseldorf und im Bezirk Niederrhein ausübte. Sie wurde 1921 Mitglied der Freien Gewerkschaften und 1922 der Kommunistischen Partei Deutschlands (KPD) und engagierte sich gegen den aufkommenden Nationalsozialismus. Sie arbeitete ab 1926 als Mitarbeiterin im ZK der KPD und beim RGO-Reichskomitee. Von 1928 bis 1929 hatte sie das Mandat der KPD-Bezirksverordneten in der Bezirksverordnetenversammlung von Berlin-Prenzlauer Berg inne.
Nach der Machtübertragung an die NSDAP war sie weiter im Widerstand gegen den Nationalsozialismus aktiv. Im illegalen Apparat des ZK war sie Mitarbeiterin von Theodor Neubauer. Nach dessen Verhaftung im August 1933 arbeitete sie als Stenotypistin und Korrespondentin bei verschiedenen Firmen. Durch Anton Saefkow wurde sie 1941 in die Widerstandsarbeit seiner Widerstandsorganisation einbezogen. Am 5. Juli 1944, einen Tag nach ihrem Mann, wurde sie verhaftet und nach Untersuchungshaft im Polizei-Präsidium Potsdam am 5. März 1945 in das KZ Ravensbrück verbracht. Beim Evakuierungsmarsch aus dem KZ Ravensbrück wurde sie am 1. Mai 1945 von der Roten Armee befreit. 
Als die NS-Herrschaft beseitigt war, arbeitete sie in verschiedenen kommunalen und regionalen Funktionen. Sie trat 1945 in den FDGB und den KB ein und war zunächst bis 1946 als Bezirksrätin für Sozialwesen in Berlin-Pankow tätig. Von 1946 bis Oktober 1949 war sie Stadtbezirksverordnete in Pankow. Sie wurde 1946 Mitglied der SED.  

Bei der Wahl des Bezirksbürgermeisters von Pankow am 6. Dezember 1946 erhoben die SPD und die LDP Einspruch gegen die Kandidatur von Änne Saefkow. Nachdem Erich Ryneck (SPD) einstimmig zum Bezirksbürgermeister gewählt worden war, wurde nach einer interfraktionellen Aussprache Änne Saefkow einstimmig als stellvertretende Bürgermeisterin gewählt. Zuvor war sie Kandidatin der SED für das Amt der Stadträtin für Sozialwesen im Magistrat von Berlin, das die SPD-Fraktion aber an die CDU-Politikerin Margarete Ehlert vergab. Im Jahr 1947 trat sie dem DFD und 1948 der DSF bei. Nach einem Kurzlehrgang 1949/50 an der Verwaltungsakademie „Walter Ulbricht“ war sie von 1950 bis 1952 stellvertretende Vorsitzende der Kommission für Staatliche Kontrolle von Ost-Berlin. Als Nachfolgerin von Walter Bartel war sie von März 1950 bis zur Auflösung der VVN im Februar 1953 Vorsitzende des Landesverbandes Groß-Berlin. Ab Februar 1953 brachte sie ihre Erfahrungen aus Widerstand und Verfolgung in die erinnerungspolitische Arbeit des Komitees der antifaschistischen Widerstandskämpfer der DDR ein. Vom 23. Februar 1953 bis 5. März 1956 fungierte sie als Bürgermeisterin von Berlin-Prenzlauer Berg und war gleichzeitig Stadtbezirksverordnete. 

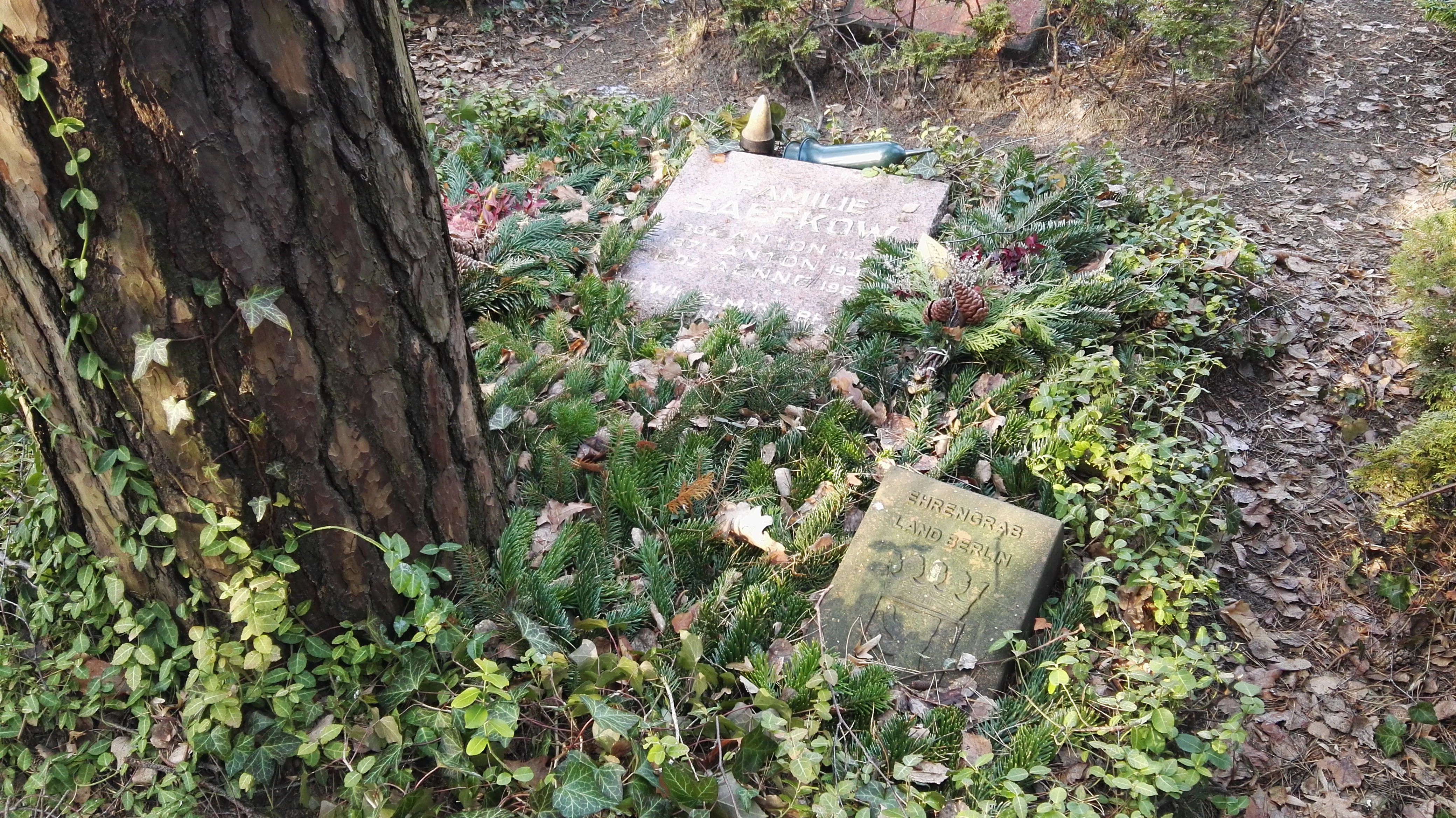
Ehrengrab der Familie Saefkow auf dem Friedhof Pankow III

Im Oktober 1950 kam sie über die Liste der 66 in die Volkskammer entsandten Berliner Vertreter mit dem Mandat der VVN in die Volkskammer. Von 1954 bis zu ihrem Tod 1962 saß sie mit dem Mandat der SED weiterhin als Berliner Vertreter in der Volkskammer. Von 1954 bis 1958 gehörte sie dem Gnadenausschuss der Volkskammer an. 
Änne Saefkow war in erster Ehe von 1927 bis 1938 mit dem Widerstandskämpfer Wilhelm Weiß verheiratet. Mit ihm bekam sie 1928 eine Tochter, die spätere Lehrerin Edith Wahner. Seit 1941 war sie in zweiter Ehe mit Anton Saefkow verheiratet. Die gemeinsame Tochter Bärbel Schindler-Saefkow (* 1943) ist Historikerin und war Vorsitzende des Deutschen Friedensrats e. V. sowie Generalsekretärin des Internationalen Ravensbrück-Komitees.

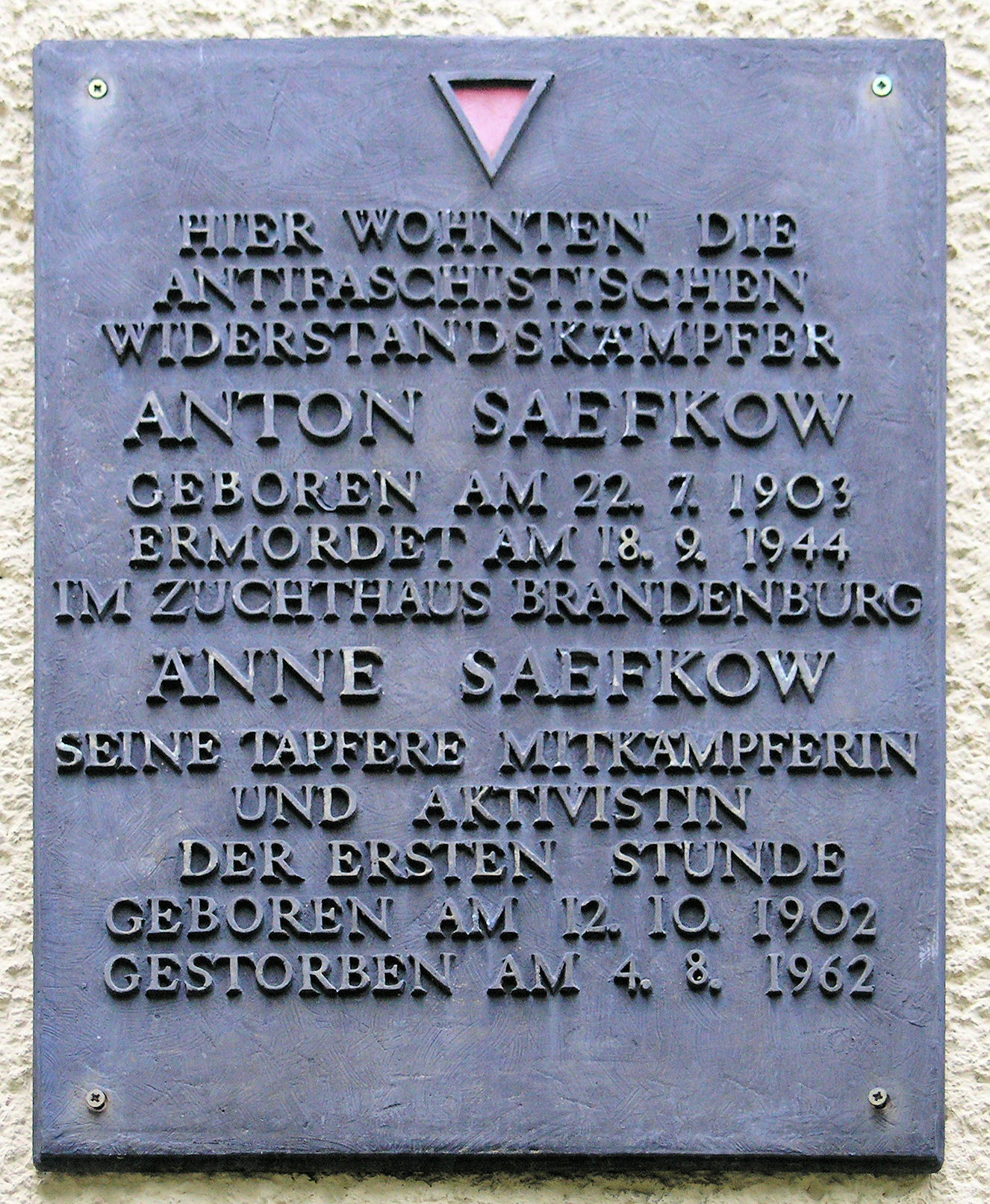
Gedenktafel für Anton und Änne Saefkow

## Auszeichnungen und Ehrungen
- 1954: Medaille für ausgezeichnete Leistungen
- 1954: Clara-Zetkin-Medaille
- 1955: Vaterländischer Verdienstorden in Silber
- 1958: Medaille für Kämpfer gegen den Faschismus 1933 bis 1945
- 1978:  Gedenktafel an ihrem Wohnhaus in der Trelleborger Straße 26 in Berlin-Pankow[6]